# Deborah Ann Woll
Deborah Ann Woll (sinh ngày 7 tháng 2 năm 1985) là một nữ diễn viên người Mỹ.
Cô được biết đến với vai diễn Jessica Hamby trong bộ phim truyền hình HBO True Blood và Karen Page trong sô diễn Netflix Daredevil, The Defenders, và The Punisher. Cô đã đóng vai chính trong các bộ phim Mother's Day (2010), Someday This Pain Will Be Useful to You (2011), Catch.44 (2011), Ruby Sparks (2012), Meet Me in Montenegro (2014), và The Automatic Hate (2015).

## Thời thơ ấu
Deborah Ann Woll sinh ra ở Brooklyn, New York vào ngày 7 tháng 2 năm 1985. Cha cô là một kiến trúc sư và mẹ cô, Cathy Woll, là một giáo viên tại trường Berkeley Carroll. Cô là người gốc Đức và Ailen. Cô đã theo học tại trường trung học Packer Collegiate Institute, và nhận bằng Cử nhân Mỹ thuật của Trường Nghệ thuật Sân khấu USC tại Đại học Nam California, tốt nghiệp năm 2007. Cô cũng được đào tạo tại Học viện Nghệ thuật Sân khấu Hoàng gia ở London.

## Danh sách phim

### Điện ảnh
| Năm  | Tên                                     | Vai           | Ghi chú |
| ---- | --------------------------------------- | ------------- | ------- |
| 2008 | La Cachette                             | Sarah         |         |
| 2010 | Mother's Day                            | Lydia Koffin  |         |
| 2011 | Little Murder                           | Molly         |         |
| 2011 | Seven Days in Utopia                    | Sarah         |         |
| 2011 | Someday This Pain Will Be Useful to You | Gillian Sveck |         |
| 2011 | Catch.44                                | Dawn          |         |
| 2012 | Ruby Sparks                             | Lila          |         |
| 2013 | Highland Park                           | Lilly         |         |
| 2014 | Meet Me in Montenegro                   | Wendy         |         |
| 2015 | The Automatic Hate                      | Cassie        |         |
| 2015 | Forever                                 | Alice         |         |
| 2018 | Silver Lake                             | Mary          |         |
| 2018 | The Maze                                |               |         |
| 2019 | Escape Room                             | Amanda Harper |         |